# Jeorjos Papastamkos
Jeorjos Papastamkos, gr. Γεώργιος Παπαστάμκος (ur. 5 marca 1955 w Platanorewmie w prefekturze Kozani) – grecki prawnik i polityk, poseł do Parlamentu Europejskiego VI i VII kadencji.

## Życiorys
Ukończył prawo na Uniwersytecie w Salonikach i Uniwersytecie w Tybindze (doktorat). Prowadził badania i wykłady na uniwersytetach w Salonikach i Pireusie. Był zastępcą rektora Uniwersytetu w Pireusie (od 2002 do 2004).
Sprawował mandat deputowanego do Parlamentu Hellenów z ramienia Nowej Demokracji w latach 1989–1996. Zajmował także stanowisko wiceministra gospodarki narodowej (1990) i spraw zagranicznych (1990–1993). W wyborach w 2004 został wybrany do Parlamentu Europejskiego. W kolejnych wyborach z powodzeniem ubiegał się o reelekcję. Przystąpił do grupy chadeckiej oraz do Komisji Rolnictwa i Rozwoju Wsi.